# Oughterard
Oughterard è un piccolo paese della contea di Galway situato lungo le sponde del fiume Owenriff e bagnato a Sud dal Lago Corrib. Si trova a 26 km a Nord-Ovest di Galway, sulla strada N59, ed è il principale centro di pesca dell'intero lago.

## Posti d'interesse
Tre chilometri fuori dalla città si trovano le rovine del castello Aughnanure, un esempio ben conservato di una tipica casa a torre irlandese. La maggior parte dell'area che sorge attorno alla città fu occupato dal clan O'Flaherty, ma venne conquistato dal primo conte dell'Ulster, Walter de Burgo, nel 1256. Poche miglia al di fuori di Oughterard, si trova il Ross castle. Sebbene la struttura visibile al giorno d'oggi sia stata realizzata nel XVII secolo dalla famiglia Martin, la struttura originaria andrebbe attribuita agli O'Flaherty e fatta risalire al secolo XV.
Il ponte "The Quite Man" si trova poco fuori dalla città, lungo la sky road, e fu la sede di alcune riprese del film del 1952 Un uomo tranquillo, film che vide come principali attori John Wayne e Maureen O'Hara.
Altro luogo storicamente rilevante è la miniera di Glengowla (abbandonata nel 1865), dalla quale vennero estratte ingenti quantità di quarzo e cristalli a forma di ottaedro.

## Letteratura
Nella corta storia di James Joyce, I morti, un personaggio, Michael Furey, viene sepolto proprio a Oughterard.

## Infrastrutture e trasporti
La stazione di Oughterard fu aperta il 1º gennaio 1865 e chiusa definitivamente il 29 aprile 1935. Ci sono bus giornalieri che collegano la città a Clifden, mentre in inverno vi è anche un solo bus giornaliero che conduce a Galway.